# Luciano Martino
Luciano Martino (Napoli, 22 dicembre 1933 – Malindi, 14 agosto 2013) è stato un produttore cinematografico, regista e sceneggiatore italiano.

## Biografia
Ha prodotto oltre 100 film, principalmente tra gli anni sessanta e gli anni ottanta, quasi tutti appartenenti al filone del cosiddetto cinema di genere, molti dei quali in collaborazione con Mino Loy. Iniziò con la parodia di alcuni film peplum, come I giganti di Roma, poi si dedicò agli spaghetti western. In seguito lanciò il filone della commedia sexy degli anni settanta, facendo lavorare attrici come Edwige Fenech, con la quale ebbe anche una lunga relazione sentimentale.
Malato da tempo, il 14 agosto 2013 venne colpito da un edema polmonare a Malindi, in Kenya, dove amava trascorrere le vacanze, durante il volo aereo verso Nairobi a 79 anni. Le ceneri del regista sono state in parte disperse nell'oceano indiano, davanti alla costa di Malindi, e in parte conservate da Olga Bisera, sua compagna, da nove anni. Era fratello del regista Sergio Martino, nonché nipote del regista Gennaro Righelli e dell'attrice Maria Mauro.

## Filmografia

### Produttore
- Il demonio, regia di Brunello Rondi (1963)
- I giganti di Roma, regia di Antonio Margheriti (1964)
- Duello nel mondo, regia di Luigi Scattini (1966)
- A 077 - Sfida ai killers, regia di Antonio Margheriti (1966)
- Flashman, regia di Mino Loy (1967)
- Per 100.000 dollari t'ammazzo, regia di Giovanni Fago (1967)
- 10.000 dollari per un massacro, regia di Romolo Guerrieri (1967)
- Il dolce corpo di Deborah, regia di Romolo Guerrieri (1968)
- Uno di più all'inferno, regia di Giovanni Fago (1968)
- La battaglia del deserto, regia di Mino Loy (1969)
- Così dolce... così perversa, regia di Umberto Lenzi (1969)
- L'altra faccia del peccato, regia di Marcello Avallone (1969)
- La battaglia di El Alamein, regia di Giorgio Ferroni (1969)
- Mille peccati... nessuna virtù, regia di Sergio Martino (1969)
- America così nuda, così violenta, regia di Sergio Martino (1970)
- Una nuvola di polvere... un grido di morte... arriva Sartana, regia di Giuliano Carnimeo (1970)
- La coda dello scorpione, regia di Sergio Martino (1971)
- Lo strano vizio della signora Wardh, regia di Sergio Martino (1971)
- Uomo avvisato mezzo ammazzato... parola di Spirito Santo, regia di Giuliano Carnimeo (1971)
- Quel gran pezzo dell'Ubalda tutta nuda e tutta calda, regia di Mariano Laurenti (1972)
- Il tuo vizio è una stanza chiusa e solo io ne ho la chiave, regia di Sergio Martino (1972)
- Perché quelle strane gocce di sangue sul corpo di Jennifer?, regia di Sergio Martino (1972)
- Tutti i colori del buio, regia di Sergio Martino (1972)
- Sette ore di violenza per una soluzione imprevista, regia di Michele Massimo Tarantini (1973)
- Anna, quel particolare piacere, regia di Giuliano Carnimeo (1973)
- Tony Arzenta, regia di Duccio Tessari (1973)
- Milano trema: la polizia vuole giustizia, regia di Sergio Martino (1973)
- Lo chiamavano Tresette... giocava sempre col morto, regia di Giuliano Carnimeo (1973)
- Giovannona Coscialunga disonorata con onore, regia di Sergio Martino (1973)
- Patroclooo!... e il soldato Camillone, grande grosso e frescone, regia di Mariano Laurenti (1973)
- Milano odia: la polizia non può sparare, regia di Umberto Lenzi (1974)
- La signora gioca bene a scopa?, regia di Giuliano Carnimeo (1974)
- La bellissima estate, regia di Sergio Martino (1974)
- L'uomo senza memoria, regia di Duccio Tessari (1974)
- Zorro, regia di Duccio Tessari (1975)
- Il giustiziere sfida la città, regia di Umberto Lenzi (1975)
- Morte sospetta di una minorenne, regia di Sergio Martino (1975)
- La città gioca d'azzardo, regia di Sergio Martino (1975)
- La liceale, regia di Michele Massimo Tarantini (1975)
- L'insegnante, regia di Nando Cicero (1975)
- La poliziotta fa carriera, regia di Michele Massimo Tarantini (1975)
- 40 gradi all'ombra del lenzuolo, regia di Sergio Martino (1976)
- Roma a mano armata, regia di Umberto Lenzi (1976)
- La professoressa di scienze naturali, regia di Michele Massimo Tarantini (1976)
- Classe mista, regia di Mariano Laurenti (1976)
- Spogliamoci così, senza pudor, regia di Sergio Martino (1976)
- La segretaria privata di mio padre, regia di Mariano Laurenti (1976)
- La dottoressa del distretto militare, regia di Nando Cicero (1976)
- La soldatessa alla visita militare, regia di Nando Cicero (1977)
- Taxi Girl, regia di Michele Massimo Tarantini (1977)
- Napoli si ribella, regia di Michele Massimo Tarantini (1977)
- Il cinico, l'infame, il violento, regia di Umberto Lenzi (1977)
- La compagna di banco, regia di Mariano Laurenti (1977)
- Per amore di Poppea, regia di Mariano Laurenti (1977)
- Mannaja, regia di Sergio Martino (1977)
- Il grande attacco, regia di Umberto Lenzi (1978)
- La soldatessa alle grandi manovre, regia di Nando Cicero (1978)
- Zio Adolfo in arte Führer, regia di Castellano e Pipolo (1978)
- La banda del gobbo, regia di Umberto Lenzi (1978)
- La montagna del dio cannibale, regia di Sergio Martino (1978)
- L'insegnante va in collegio, regia di Mariano Laurenti (1978)
- Il fiume del grande caimano, regia di Sergio Martino (1979)
- L'insegnante viene a casa, regia di Michele Massimo Tarantini (1979)
- La poliziotta della squadra del buon costume, regia di Michele Massimo Tarantini (1979)
- Concorde Affaire '79, regia di Ruggero Deodato (1979)
- L'isola degli uomini pesce, regia di Sergio Martino (1979)
- Sabato, domenica e venerdì, registi vari (1979)
- Dottor Jekyll e gentile signora, regia di Steno (1979)
- Mangiati vivi!, regia di Umberto Lenzi (1980)
- Zucchero, miele e peperoncino, regia di Sergio Martino (1980)
- La moglie in vacanza... l'amante in città, regia di Sergio Martino (1980)
- Cannibal Ferox, regia di Umberto Lenzi (1981)
- La poliziotta a New York, regia di Michele Massimo Tarantini (1981)
- Cornetti alla crema, regia di Sergio Martino (1981)
- Pierino contro tutti, regia di Marino Girolami (1981)
- Zero in condotta – serie TV (1982)
- Ricchi, ricchissimi... praticamente in mutande, regia di Sergio Martino (1982)
- Assassinio al cimitero etrusco, regia di Sergio Martino (1982)
- La casa con la scala nel buio, regia di Lamberto Bava (1983)
- 2019 - Dopo la caduta di New York, regia di Sergio Martino (1983)
- La guerra del ferro - Ironmaster, regia di Umberto Lenzi (1983)
- Occhio, malocchio, prezzemolo e finocchio, regia di Sergio Martino (1983)
- L'allenatore nel pallone, regia di Sergio Martino (1984)
- Blastfighter, regia di Lamberto Bava (1984)
- Festa di laurea, regia di Pupi Avati (1985)
- Miami golem, regia di Alberto De Martino (1985)
- Doppio misto, regia di Sergio Martino – film TV (1985)
- Vendetta dal futuro, regia di Sergio Martino (1986)
- La famiglia Brandacci – film TV (1987)
- Un'australiana a Roma, regia di Sergio Martino – film TV (1987)
- Qualcuno pagherà?, regia di Sergio Martino (1987)
- Django 2 - Il grande ritorno, regia di Nello Rossati (1987)
- Top Line, regia di Nello Rossati (1988)
- I cammelli, regia di Giuseppe Bertolucci (1988)
- Lo zio indegno, regia di Franco Brusati (1989)
- Un orso chiamato Arturo, regia di Sergio Martino – film TV (1992)
- Cuore cattivo, regia di Umberto Marino (1995)
- Segreto di stato, regia di Giuseppe Ferrara (1995)
- Cornetti al miele, regia di Sergio Martino – film TV (1999)
- Turbo – serie TV (2000)
- L'ultimo rigore – film TV (2002)
- Il mercante di Venezia (2004)
- Il regista di matrimoni (2006)
- L'abbuffata (2007)
- Linda F (2008)
- Ultimi della classe (2008)
- L'allenatore nel pallone 2, regia di Sergio Martino (2008)
- Deadly Kitesurf (2008)
- Il paese delle piccole piogge – film TV (2012)

### Regista
- Le spie uccidono a Beirut (1965, come Mario Donan)
- Furia a Marrakech (1966)
- I segreti delle città più nude del mondo (1971, come Dan Lopert)
- La vergine, il toro e il capricorno (1977)
- Nel giardino delle rose (1990)
- In camera mia (1992)
- Un ojo al gato y otro al garabato (2000, come Martin Hardy)

### Soggetto e sceneggiatura
- La donna più bella del mondo (1955)
- La ragazza del palio (1957)
- La finestra sul Luna Park (1957)
- Ricordati di Napoli (1957)
- Carosello di canzoni (1958)
- Giovani mariti (1958)
- La nipote Sabella (1958)
- I ragazzi dei Parioli (1959)
- Roulotte e roulette (1959)
- Sergente d'ispezione (1959)
- La scimitarra del Saraceno, regia di Piero Pierotti (1959)
- Cavalcata selvaggia (1960)
- La ragazza in vetrina (1960)
- Saffo, venere di Lesbo di Pietro Francisci (1960)
- Chi si ferma è perduto (1960)
- I pirati della costa (1960)
- Il colosso di Rodi (1960)
- Le signore (1960)
- Tiro al piccione, regia di Giuliano Montaldo (1961)
- Caccia all'uomo (1961)
- Il terrore dei mari, regia di Domenico Paolella (1961)
- Le avventure di Mary Read, regia di Umberto Lenzi (1961)
- I mongoli (1961)
- Romolo e Remo (1961)
- Il giustiziere dei mari (1962)
- Duello nella Sila (1962)
- I lancieri neri (1962)
- La leggenda di Fra Diavolo (1962)
- L'invincibile cavaliere mascherato, regia di Umberto Lenzi (1963)
- Perseo l'invincibile (1963)
- La frusta e il corpo (1963)
- Golia contro il cavaliere mascherato (1963)
- Il demonio (1963)
- Buffalo Bill - L'eroe del Far West (1964)
- Maciste nell'inferno di Gengis Khan (1964)
- Ercole contro i tiranni di Babilonia (1964)
- I giganti di Roma, regia di Antonio Margheriti (1964)
- Maciste contro i mongoli (1964)
- Golia alla conquista di Bagdad, regia di Domenico Paolella (1965)
- La lama nel corpo, regia di Elio Scardamaglia (1966)
- 10.000 dollari per un massacro (1967)
- Per 100.000 dollari ti ammazzo (1967)
- Uno scacco tutto matto, regia di Roberto Fizz (1968)
- Mille peccati... nessuna virtù, regia di Sergio Martino (1969)
- Prima ti perdono... poi t'ammazzo (1970)
- Luca bambino mio (1971)
- L'uomo più velenoso del cobra, regia di Bitto Albertini (1971)
- Le tue mani sul mio corpo, regia di Brunello Rondi (1971)
- Il tuo vizio è una stanza chiusa e solo io ne ho la chiave, regia di Sergio Martino (1972)
- La vergine, il toro e il capricorno (1977)
- L'onorevole con l'amante sotto il letto (1981)
- Il tifoso, l'arbitro e il calciatore (1982)
- In camera mia (1991)
- Un orso chiamato Arturo (1992 – film TV)